# 証拠
証拠（しょうこ、英: Evidence）とは、ある命題となっている事実を立証し、事実審理者（Trier of fact）が、真偽や存否を判断するための事物である。証拠法に基づき、採用性のある証拠（英: Admissible evidence）と排除される証拠（英: Inadmissible evidence）がある。

## 法律用語としての証拠

### 法律用語
法律用語としての証拠は、証拠方法、証拠資料、証拠原因という3つの異なった意味を含んでいる。

#### 証拠方法
事実を認識するための資料をもたらす有形物であり、裁判官による証拠調べの対象となる人や物そのものをいい、日常用語として目の前に出せる物としての「証拠」という用語法に近い意味を持つ。

#### 証拠資料
事実を認識するための資料であり、裁判官が証拠調べにより証拠方法から得た内容をいい、証人の証言や書証の記載内容のことを指す。

#### 証拠原因
証拠資料のうち裁判官が心証形成に採用したものをいい、当事者の立証活動は、自己に有利な証拠原因をできる限り多く裁判官に提供することを目的として行われることになる（刑事訴訟に関する用例であるが、「証拠不十分により処分保留のまま釈放」といった新聞でよく見かける表現は、この証拠原因の意味で「証拠」を用いていることになる。）。

### 証拠能力と証明力
ある人・物を、訴訟において証拠方法として用いることのできる資格を、証拠能力（しょうこのうりょく）という。すなわち、証拠能力のない人、物、書面等については、これを取り調べて事実認定のために用いることはできない。
一方、ある証拠資料が、証明すべき事実の認定に実際に役立つ程度を、証明力（しょうめいりょく）、証拠力、証拠価値という。例えば、証拠能力のある書面を取り調べて証拠資料が得られたとしても、その内容が信用できなかったり、証明すべき事実とあまり関係がなかったりする場合には、事実認定には役に立たないから、証明力が低いことになる。

### 性質による分類
証拠の性質によって、次のような分類がある。

#### 人的証拠と物的証拠
証拠方法が人（証人や鑑定人）であるものを人的証拠、物（書証物）であるものを物的証拠という。

#### 供述証拠と非供述証拠
人の供述（ある事実について言葉で述べること）を内容とする証拠を供述証拠、そうでない証拠を非供述証拠という。

### 機能による分類
ある証拠が要証事実との関係でどのような意味を持つかによって、以下のように分類できる。ここで要証事実とは、証拠によって証明すべき事実をいい、民事訴訟では契約締結の有無といった主要事実をいう。刑事訴訟では、犯罪事実（被告人が犯人であるか、また実行行為、結果の発生、故意といった構成要件に当たる事実）や違法性阻却事由、責任阻却事由等をいう。

#### 実質証拠
次の直接証拠と間接証拠を併せて実質証拠という。

##### 直接証拠
主要事実を直接的に証明する証拠を、直接証拠という。例えば、民事訴訟において、契約書や、契約を締結した旨の当事者本人の供述は、契約の存在についての直接証拠となる。また、刑事訴訟において、被害者・目撃者の犯行目撃証言や、被告人の自白は、犯行の事実についての直接証拠に当たる。
直接証拠が信用できるものであれば、その要証事実は認定できることになる。

##### 間接証拠（情況証拠）
間接事実（主要事実を推認させる事実）を証明する証拠を、間接証拠（情況証拠・状況証拠）という。例えば、刑事訴訟において、被告人を犯行時刻前後に犯行現場付近で目撃したという証言や、動機の存在を示す証拠は、その証拠それ自体が直接要証事実を物語っているわけではないが、「被告人は犯行時刻前後に犯行現場付近にいた」、「被告人には動機があった」といった間接事実から、被告人がその犯行を行ったという要証事実を推認する根拠となるから、間接証拠となる。間接証拠は状況証拠とも呼ばれるが、状況証拠という語は間接事実を指す語として使われる場合もあるなど、多義的に用いられるため注意を要する。

##### 補助証拠
補助事実（実質証拠の証明力（信用性）に関する事実）を証明する証拠を、補助証拠という。

## 民事訴訟における証拠

### 証拠の位置付け
民事訴訟においては、当事者間に争いのない事実（裁判上の自白が成立した事実）及び顕著な事実（裁判所に顕著な事実）については、そのまま判決の基礎とすることができ、証拠によって立証する必要がない（弁論主義、民事訴訟法179条）。したがって、証拠によって立証する必要があるのは、当事者間に争いのある事実（争点）に限られる。
そして、裁判所は、証拠調べの結果（証拠資料）及び弁論の全趣旨に基づいて、自由な心証により、争点についての事実認定を行う（民事訴訟法247条）。弁論の全趣旨（べんろんのぜんしゅし）とは、当事者の主張そのものの内容、その主張の態度のほか、訴訟の情勢からすればある主張をし、又はある証拠を申し出るはずなのに、これをしなかったり、時機に後れてしたりしたこと、当初は相手方の主張を争わなかったのに後で争ったこと、裁判所や相手方の問いに対して釈明を避けたことなど、口頭弁論における一切の事情をいう（大審院昭和3年10月20日判決）。このように、証拠調べの結果（証拠資料）のほか、弁論の全趣旨も証拠原因に含まれることとなる。
民事訴訟においては、証拠能力には、原則として制限がない。

### 証拠の種類
民事訴訟法上規定されている証拠方法として、文書、検証物、証人、当事者本人、鑑定人があり、これらに応じて証拠調べの方法が定められている。

#### 書証
文書を取り調べる証拠調べを書証といい、裁判官が文書を閲読することによって行われる。これによって得られる証拠資料は、文書の記載内容である。
証拠となる文書を収集するための手段として、民事訴訟法上、文書提出命令（同法220条～225条）や文書送付嘱託（同法226条）が規定されている。
書証の取調べに際しては原則として原本を用いるが、取調べの際には裁判所及び相手方に写しを提出し、原本は返還してもらうのが通常である。なお、写し作成に当たっての偽造は文書偽造罪に当たる。
インターネット上の情報のウェイバックマシンでのアーカイブが証拠として認められた判例がある。

#### 検証
検証物を取り調べる証拠調べを検証といい、裁判官が検証物の状態等を直接観察することによって行われる。これによって得られる証拠資料を、「検証の結果」という。
証拠となる検証物を収集するための手段として、検証物提示命令（民事訴訟法232条、223条）や検証物送付嘱託（同法232条、226条）が規定されている。

#### 証人尋問
証人を取り調べる証拠調べを証人尋問といい、裁判官や当事者が証人に対して口頭で質問し、口頭で答えさせるという方法によって行われる（民事訴訟法190条～206条）。これによって得られる証拠資料を、証言という。
証人となり得るのは、当事者（およびそれに代わって訴訟を追行する法定代理人）以外の、すべての者である。
証人尋問については、書面尋問の方法を取る事が出来る（民事訴訟法205条、民事訴訟規則124条）。

#### 当事者尋問（本人尋問）
当事者（原告・被告）本人及びそれに代わって訴訟を追行する法定代理人（代表者）を取り調べる証拠調べを当事者尋問といい、証人尋問と同様の方法で行われる（民事訴訟法207条～211条）。これによって得られる証拠資料は、当事者本人・代表者の供述である。
当事者本人は、偽証罪の対象とならない点などで証人と異なる。

#### 鑑定
鑑定人を取り調べる証拠調べを鑑定といい、特別の学識経験を有する鑑定人に、書面又は口頭で、専門的知識や意見を述べさせることによって行われる（民事訴訟法215条1項）。これによって得られる証拠資料を、鑑定意見という。裁判所はこれに拘束はされない。

#### 調査嘱託
裁判所は、官庁・公署等の団体に対し、必要な調査を嘱託することができる（民事訴訟法186条）。この調査嘱託の結果も証拠資料となる。

## 刑事訴訟における証拠

### 証拠の位置付け
刑事訴訟法には、事実の認定は証拠による旨の明文がある（同法317条、証拠裁判主義）。したがって、犯罪事実を認定するためには、証拠能力を備えた証拠について、法定の証拠調べ手続を踏まなければならない（証拠能力があり、かつ法定の証拠調べ手続を経た証拠による証明を、厳格な証明という）。
民事訴訟と異なり、検察官と被告人（弁護人）に争いのない事実であっても、証拠によって認定しなければならない。
また、証拠能力についても、後述のような厳格な制限がある。

### 証拠の種類
刑事訴訟法上、証拠方法として、証拠書類、証拠物、人証（証人、鑑定人）があり、それぞれ証拠調べの方法が定められている。

#### 証拠書類の取調べ
証拠書類の取調べは、朗読による（刑事訴訟法305条）。ただし、裁判長は、相当と認めるときは、朗読に代えて、要旨の告知を行わせることができる（刑事訴訟規則203条の2）。現在、刑事訴訟の実務では多くが要旨の告知によって行われている。

#### 証拠物の取調べ
証拠物の取調べは、証拠物を示すこと（展示）によって行われる（刑事訴訟法306条）。

#### 証人尋問
証人を取り調べる証拠調べが、証人尋問である（刑事訴訟法304条）。
オウム真理教事件における平田信・菊地直子・高橋克也の裁判員裁判では死刑囚が証人尋問のために東京拘置所から東京地方裁判所まで警護付きで特別外出した例がある。

#### 鑑定人尋問
鑑定人が口頭で鑑定結果を報告することを鑑定人尋問という。鑑定人尋問については、証人尋問の規定が準用される（刑事訴訟法171条）。

#### 被告人質問
被告人は黙秘権を有するが（刑事訴訟法311条1項）、任意に供述したときは、その供述は、被告人に有利・不利を問わず証拠資料となる。

### 証拠能力の制限
刑事訴訟法においては、証拠能力（証拠となり得る資格）が厳格に制限されている。
証拠能力が認められるためには、
- (1)自然的関連性があること
- (2)法律的関連性があること
- (3)証拠禁止に当たらないこと

が必要である。
法律的関連性については、刑事訴訟法上、自白法則と伝聞証拠禁止の原則という重要な原則が設けられている。
また、証拠禁止の例が、違法収集証拠排除法則である。

#### 自然的関連性
被告人の悪性格、前科、余罪の存在等は、犯罪事実との関連性がないから、これらに基づいて犯罪事実を認定することはできない。

#### 自白法則
自白は最も重要な証拠であるが、同時に冤罪を生む危険な証拠でもあることから、その証拠能力が制限されている。これを自白法則という。
すなわち、日本国憲法第38条2項は、「強制、拷問若しくは脅迫による自白又は不当に長く抑留若しくは拘禁された後の自白は、これを証拠とすることはできない。」としており、この憲法の規定を受けて、刑事訴訟法319条1項も、「強制、拷問若しくは脅迫による自白、不当に長く抑留若しくは拘禁された後の自白その他任意にされたものでない疑のある自白は、これを証拠とすることはできない。」と規定している。
なお、証拠能力に関する原則ではないが、自白の証明力に関して、被告人は、自己に不利益な唯一の証拠が被告人の自白である場合には、有罪とされないとの補強法則がある（憲法38条第3項、刑事訴訟法319条2項、3項）。

#### 伝聞証拠禁止の原則
被告人の反対尋問権（憲法37条2項）の保障及び実体的真実発見のため、伝聞証拠も排斥される。
すなわち、公判期日における供述に代えて書面を証拠とし、又は公判期日外における他の者の供述を内容とする供述を証拠とすることは、原則としてできない（刑事訴訟法320条1項）。

#### 違法収集証拠排除法則
以上のように明文の規定があるもののほか、違法に収集された証拠物の証拠能力を否定するのが判例・通説である（違法収集証拠排除法則）。

## 行政事件訴訟における証拠
民事訴訟の例による。
なお、一定の準司法的手続において適法に認定された事実は、これを立証する実質的な証拠があるときは、裁判所を拘束するものとされている（実質的証拠法則）。
現在は、以下の2点について認められている。
1. 電波法令に基づく総務大臣の処分についての審査請求に対する裁決に係る電波監理審議会の事実認定について当該裁決に対する取消しの訴えの場合（同法99条）
2. 鉱業等に係る土地利用の調整手続等に関する法律に基づく裁定委員会の裁定に対する訴訟の場合（同法52条）

## 科学における証拠
人工知能の力によって、ElicitやConsensusでは通常質の高い証拠とされるメタ分析も簡単に閲覧できるようになったが、メタ分析の仕組みを理解せずに結論を受け入れるのは危険である。大規模なオンライン授業によって、世界の一流大学の授業にアクセスできるようになった現代では、証拠が不足していたり、確かでなかったりする場合には、専門家の意見が厳密な学術誌の体系的な見方で推奨されることもある。